# Majskij (Buriacja)
Majski (ros. Майский) – osiedle w Rosji, w Buriacji, w rejonie kurumkańskim. W 2010 liczyło 1046 mieszkańców.